# Thiazolidine
Thiazolidine là một hợp chất hữu cơ dị vòng có công thức (CH2) 3 (NH) S. Nó là một 5-membered bão hòa nhẫn với một thiôête nhóm và một amin nhóm ở các vị trí 1 và 3. Nó là một chất tương tự lưu huỳnh của oxazolidine. Thiazolidine là một chất lỏng không màu.
Các dẫn xuất, thiazolidines, được biết đến. Ví dụ, thuốc pioglitazone có chứa vòng thiazolidine. Một loại thuốc khác có chứa vòng thiazolidine là penicillin kháng sinh.

## Chuẩn bị
Thiazolidine được điều chế như trong lần tổng hợp đầu tiên được báo cáo, bằng cách ngưng tụ cysteamine và formaldehyd. Các thiazolidine khác có thể được tổng hợp bằng cách ngưng tụ tương tự. Một dẫn xuất đáng chú ý là 4-carboxythiazolidine, có nguồn gốc từ formaldehyd và cystein.

## Các dẫn xuất
N-Methyl-2-thiazolidinethione là chất tăng tốc cho quá trình lưu hóa của cao su chloroprene.
Thiazolidines có chức năng với carbonyl ở vị trí 2 và 4, thiazolidinediones, là thuốc được sử dụng trong điều trị đái tháo đường týp 2. Rhodanine là một loại hoạt tính sinh học có liên quan, bao gồm một carbonyl và một thiocarbonyl.